# Lusitano Stadium
Le Lusitano Stadium, est un stade de soccer américain situé dans la ville de Ludlow, dans le Massachusetts.
Le stade, doté de 3 000 places et inauguré en 1919, appartient aux équipes de soccer des Western Mass Pioneers.

## Histoire
Le stade ouvre ses portes en 1918.
En 1955, il commence à recevoir les matchs à domicile du club lycéen de soccer du Ludlow High School ainsi que du club d'American Soccer League (ASL) du Ludlow Lusitano (club de la communauté portugaise de la ville), et ce jusqu'en 1958.
Entre 2003 et 2005, le club du New England Revolution joue trois matchs à domicile au stade.
Entre 2004 et 2009, le stade accueille les matchs à domicile de l'équipe de soccer féminine des Western Mass Lady Pioneers, club de W-League.